# Anshun
Anshun (chinois simplifié : 安顺) est une ville-préfecture de la province du Guizhou en Chine. Elle est la troisième plus grande ville de la province du Guizhou. Elle compte 2 297 339 habitants dans sa juridiction en 2010, mais la ville elle-même, le Xixiu, compte 765 313 habitants. Elle a été fondée en 1958. Il s'y tient un marché important.

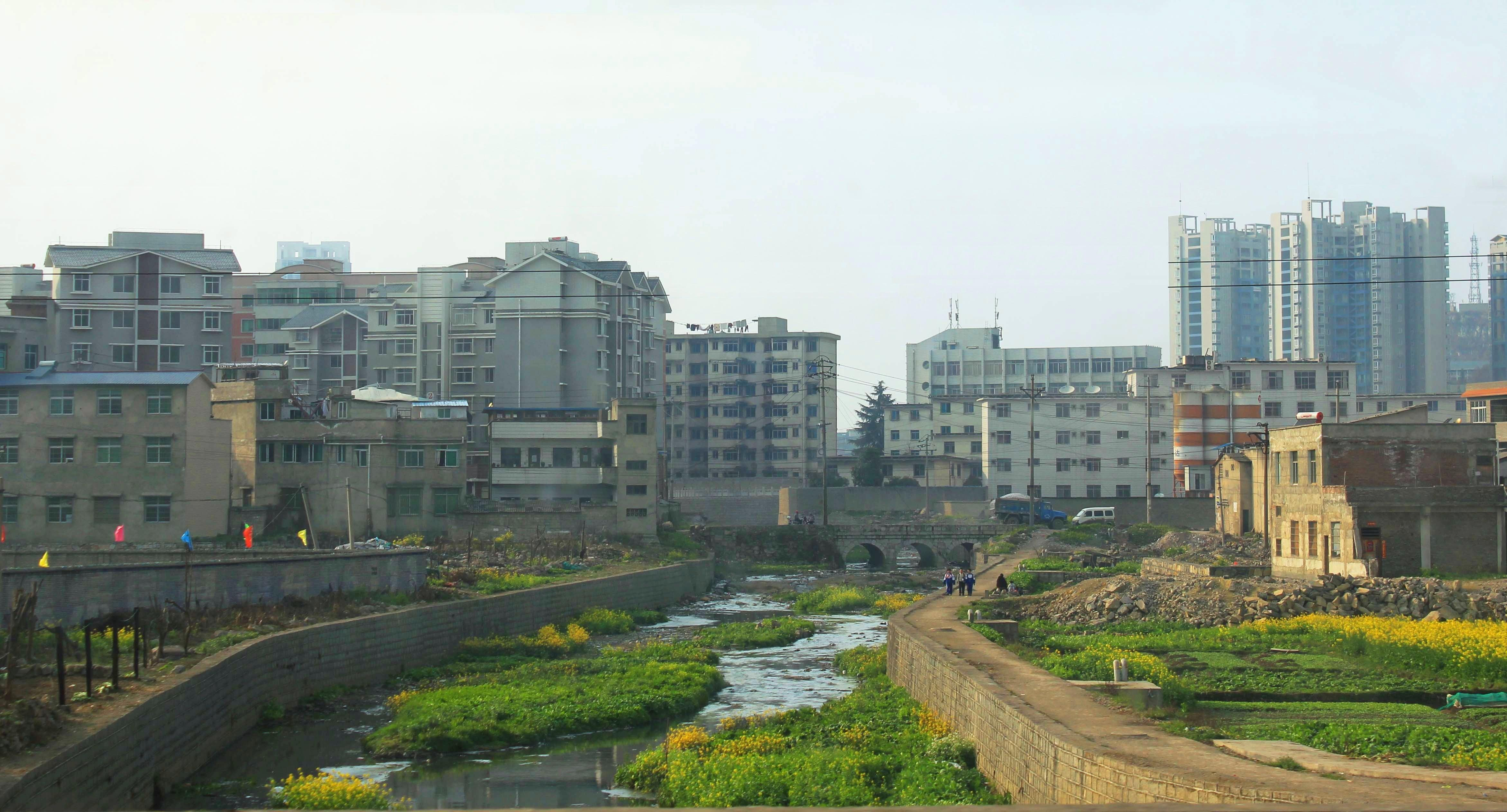
Anshun, province du Guizhou, Chine

## Subdivisions administratives
La ville-préfecture d'Anshun exerce sa juridiction sur six subdivisions - un district, deux xian et trois xian autonomes :
- le District de Xixiu - 西秀区, Xīxiù Qū ;
- le Xian de Pingba - 平坝县, Píngbà Xiàn' ;
- le Xian de Puding - 普定县, Pǔdìng Xiàn ;
- le Xian autonome buyei et miao de Guanling - 关岭布依族苗族自治县, Guānlǐng bùyīzú miáozú Zìzhìxiàn ;
- le Xian autonome buyei et miao de Zhenning - 镇宁布依族苗族自治县, Zhènníng bùyīzú miáozú Zìzhìxiàn ;
- le Xian autonome miao et buyei de Ziyun - 紫云苗族布依族自治县, Zǐyún miáozú bùyīzú Zìzhìxiàn.